# Jicchak Zelig Morgenstern

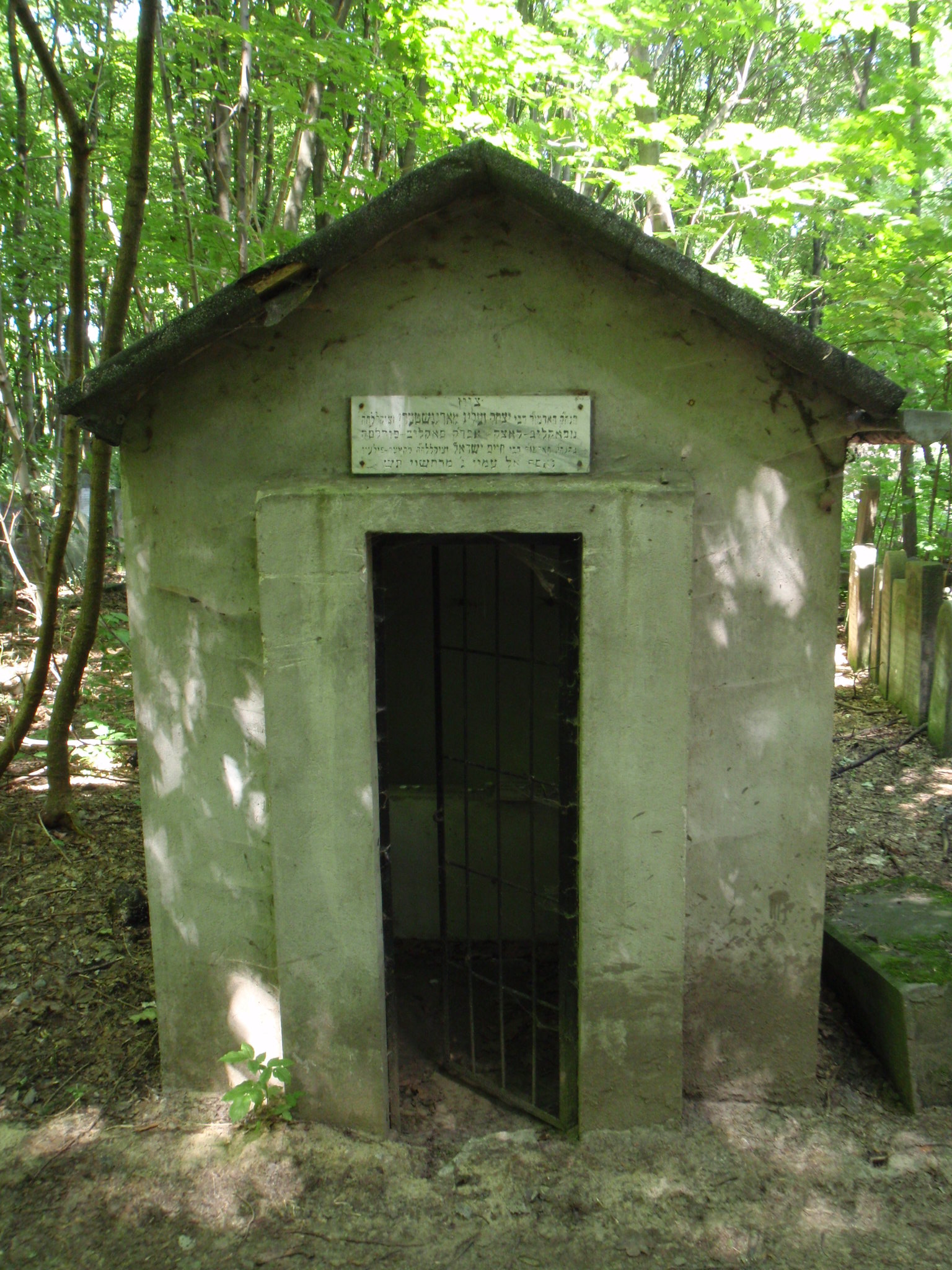
Ohel Jicchaka Zeliga Morgensterna cmentarzu żydowskim w Warszawie

Jicchak Zelig Morgenstern (hebr. יצחק זעליג מארגנשטערן; ur. 1866 w Kocku, zm. 16 października 1939 w Otwocku) – rabin chasydzki, w latach 1905–1939 cadyk z Sokołowa Podlaskiego.
Był synem Chaima Israela z Pilawy, prawnukiem Kocker Rebe (pierwszego cadyka Kotzka) i bratem cadyka Mosze Mordechaja. W 1899 został rabinem w Sokołowie Podlaskim, a w 1905 cadykiem. Założył tam wielką i znaną jesziwę. Pod koniec życia przeprowadził się do Otwocka, gdzie zmarł. 
Jest pochowany w ohelu na cmentarzu żydowskim przy ulicy Okopowej w Warszawie (kwatera 73). Jego grób nie jest obiektem licznych pielgrzymek chasydów.